# Portret Adama Mickiewicza na Judahu skale
Portret Adama Mickiewicza na Judahu skale – portret olejny Adama Mickiewicza namalowany przez Walentego Wańkowicza w latach 1827–1828; od 1925 roku obraz znajduje się w zbiorach Muzeum Narodowego w Warszawie. 
Inspiracją do powstania obrazu były Sonety krymskie, a ściślej sonet XVIII Ajudah, zaczynający się słowami:

Lubię poglądać wsparty na Judahu skale,

Jak spienione bałwany to w czarne szeregi

Ścisnąwszy się buchają, to jak srebrne śniegi

W milijonowych tęczach kołują wspaniale.

Charakterystyczny dla tego obrazu jest sztafaż romantyczny. Adam Mickiewicz pokazany został w byronicznej  pozie, wsparty na skale na szczycie góry Ajudah, na wybrzeżu Półwyspu Krymskiego, okryty burką krymskich górali. 
Portret zdobył uznanie krytyki oraz samego poety. Uznanie było tak wielkie, iż Walenty Wańkowicz z czasem namalował kilka replik obrazu, ale już w mniejszych rozmiarach.
W 1828 roku oryginał eksponowano na wystawie w Akademii Sztuk Pięknych w Petersburgu, której absolwentem był Wańkowicz. W tym samym roku artysta wykonał z portretu litografię. Przez długie lata ten właśnie wizerunek wieszcza narodowego był niejako ikoną Romantyzmu, symbolem polskości i natchnieniem poetów.
Cyprian Kamil Norwid uznał ten obraz za najlepszy z zachowanych wizerunków Mickiewicza, pisząc:

Aż poeta, co naród uwieczniał, sam, trafem,

Przekazuje swe rysy późnym fotografem!

Jeden portret!... ów w Krymie, na skale oparty,

Między Azją a niebem, sam!... ten tylko warty

Poety i spomnienia — o reszcie? nie gadam —

Lub mówię: „To jest ładne... to Mickiewicz Adam...”